# 伯尼峰

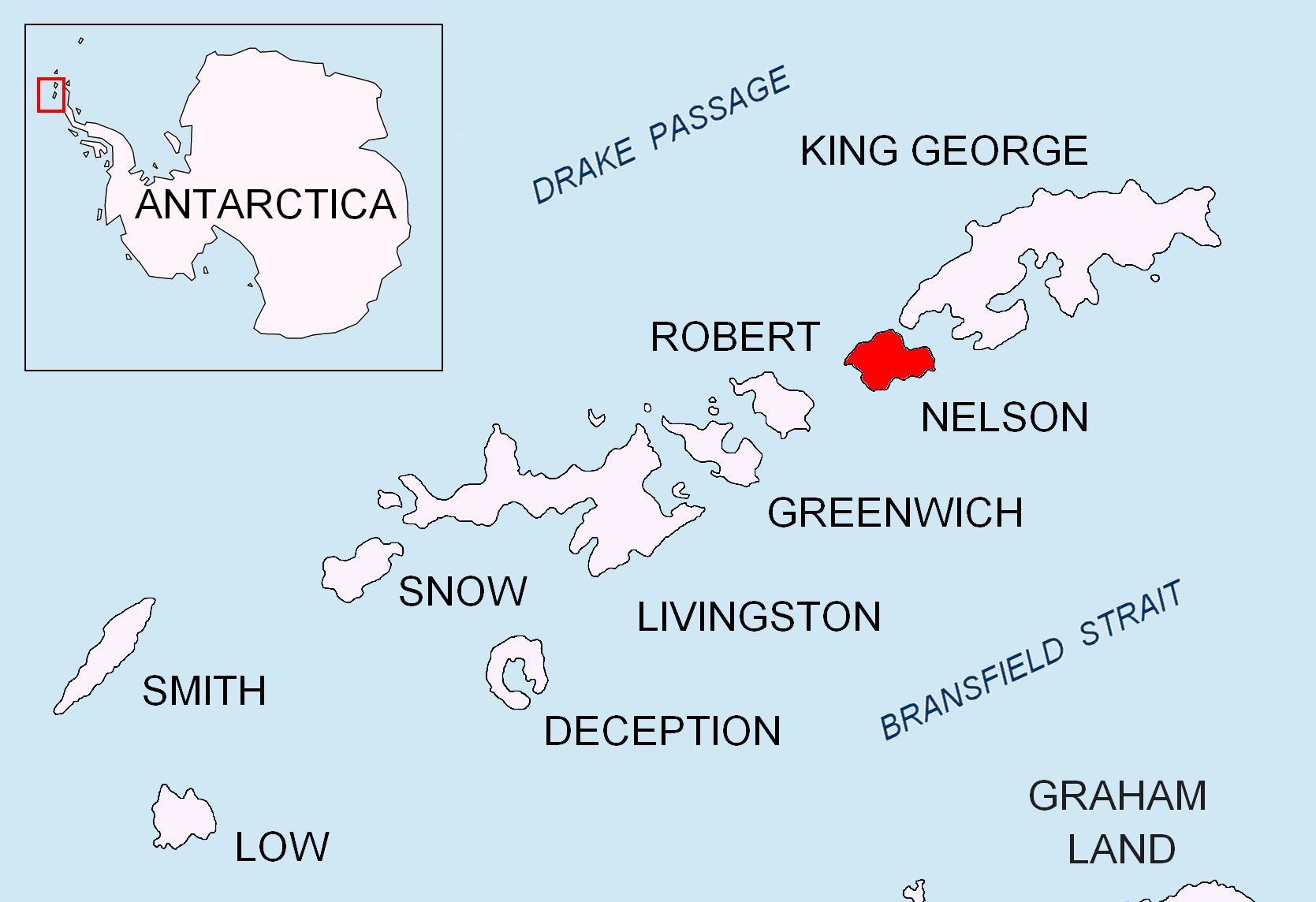

伯尼峰（英語：Burney Peak），是南極洲的山峰，位於南設得蘭群島的納爾遜島東部，處於迪圖瓦角以西，在1961年由英國南極名稱諮詢委員會命名，現時由南極條約體系管理。